# Der rote Reiter
Der rote Reiter è il decimo album in studio del gruppo death/folk metal Die Apokalyptischen Reiter.

## Tracce
Tief
1. Wir sind zurück – 3:57
2. Der rote Reiter – 4:50
3. Auf und nieder – 2:55
4. Folgt uns – 3:56
5. Hört mich an! – 4:33
6. The Great Experience of Ecstasy – 3:37
7. Franz Weiss – 3:30
8. Die Freiheit ist eine Pflicht – 3:27
9. Herz in Flammen – 4:54
10. Brüder auf Leben und Tod – 3:56
11. Ich bin weg! – 3:50
12. Ich nehm' dir deine Welt – 6:07
13. Ich werd' bleiben – 4:49

## Formazione
- Fuchs - voce, chitarra
- Ady - chitarra elettrica
- Volk-Man - basso elettrico
- Sir G. - batteria
- Dr. Pest - tastiere